# Webbnärvaro
Webbnärvaro (engelska web presence) innebär traditionellt den eller de webbplatser en person driver. Men det går att vara närvarande på många andra sätt på webben. Till exempel vara aktiv på Wikipedia, på nätverkssajter och communities, i kommentarer på bloggar, i mikrobloggar och så vidare.
En ambitiös webbnärvaro innebär inte bara att publicera information på webben, utan även att aktivt ta del av det pågående samtalet, att dela med sig av digitala resurser (för återanvändning av andra) och att påverka vad andra gör på webben.